# Lita (álbum)
Lita es el tercer álbum de estudio de la cantante estadounidense Lita Ford. Fue lanzado en 1988 por RCA Records y supervisado por su nueva mánager, Sharon Osbourne. Alcanzó el puesto No. 29 en la lista Billboard 200, y produjo los sencillos «Close My Eyes Forever» (dueto con Ozzy Osbourne) y «Kiss Me Deadly».

## Lista de canciones
1. «Back to the Cave» (Chapman, Ezrin, Ford) 4:01
2. «Can't Catch Me» (Ezrin, Ford, Kilmister) 3:58
3. «Blueberry» (Chapman) 3:47
4. «Kiss Me Deadly» (Smiley) 3:59
5. «Falling in and Out of Love» (Ezrin, Ford, Sixx) 5:07
6. «Fatal Passion» (Ezrin, Ford, Peru) 4:41
7. «Under the Gun» (Ford) 4:48
8. «Broken Dreams» (Ezrin, Ford) 5:12
9. «Close My Eyes Forever» (Ford, Osbourne) 4:42

## Créditos
- Lita Ford - voz, guitarra
- Don Nossov - Bajo
- Myron Grombacher - batería
- David Ezrin - teclados

### Invitados
- Ozzy Osbourne - voz en canción 9
- Craig Krampf - percusión
- Llory McDonald - coros
- Mike Chapman - coros